# Thomas Prinzhorn
Thomas Prinzhorn (Bécs, 1943. március 5. –) osztrák gépészmérnök, közgazdász, üzletember, gyáros, politikus, 1996 és 2006 között a Nemzeti Tanács tagja, 1999-től 2002-ig második, majd 2006-ig harmadik elnöke (FPÖ, majd BZÖ).

## Élete
Középiskolai tanulmányait a stájerországi Bad Aussee magángimnáziumában végezte, majd 1967-ben a Bécsi Műszaki Egyetemen gépészmérnöki diplomát szerzett. Ezt követően az Egyesült Államokba költözött, ahol a Boise Cascade-nál dolgozott, illetve a Harvard Egyetemen tanult, itt 1973-ban menedzsmentfejlesztésből diplomázott. Ausztriába hazatérve apja papíripari cégeinél dolgozott, melyeknek hamarosan átvette a vezetését, és a vállalatokat a Prinzhorn Csoport nevű cégcsoportban egyesítette. 1978-tól kezdve az Osztrák Gyáriparosok Szövetségének vezetőségi tagja volt. A rendszerváltás óta, 1990-től a magyar és a szlovén papíriparban is vannak érdekeltségei.
A politikába a gyáriparosok szövetségén keresztül kapcsolódott be, majd 1995-ben csatlakozott az Osztrák Szabadságpárthoz, melynek jelöltjeként 1996-ban bejutott a Nemzeti Tanácsba. Ebben az évben a párt gazdasági szóvivője lett, de csak 1998-ban lépett be az FPÖ-be. 1998-ban Jörg Haider pártelnökkel való nézeteltérései miatt lemondott a mandátumáról, így egy évig nem volt a Nemzeti Tanács tagja. 1999-ben meglepetésre a párt parlamenti listavezetője lett, de a választás után felajánlott miniszteri posztot Thomas Klestil szövetségi elnök xenofóbnak tartott kijelentései miatt visszautasította. Így Prinzhorn a Nemzeti Tanács második elnöke (elnökhelyettese) lett, ami kisebb mozgásteret jelentett számára a napi politikában. 2002 szeptemberében a párt elnökhelyettesévé választották, majd a 2002-es választások után a Nemzeti Tanács harmadik elnöke lett.
Thomas Klestil 2004 júliusában, két nappal elnöki mandátumának lejárta előtt meghalt, így ebben a két napban ideiglenesen Prinzhorn töltötte be az államfői tisztséget Andreas Khol parlamenti elnökkel és Barbara Prammerel együtt. 2005-ben kilépett az FPÖ-ből, majd Haider és a pártból kilépő más politikusok által alapított Szövetség Ausztria Jövőjéért nevű párthoz csatlakozott, de 2006-ban már nem szerzett mandátumot.
1987-ben örökbe fogadta biológiai fiát, Karl Philipp Ernst Ferdinand Alwig Kilian Schwarzenberget, akinek édesanyja Theresa Schwarzenberg, Karel Schwarzenberg herceg, cseh külügyminiszter felesége. Prinzhorn hazájában milliomosként is ismert, papíripari érdekeltségeinek köszönhetően felhalmozott 1,3 millió eurós vagyonával 2017-ben Ausztria második leggazdagabb politikusa és kilencedik leggazdagabb embere volt.

## Fordítás
Ez a szócikk részben vagy egészben  a   Thomas Prinzhorn című német Wikipédia-szócikk ezen változatának fordításán alapul.  Az eredeti cikk szerkesztőit annak laptörténete sorolja fel. Ez a jelzés csupán a megfogalmazás eredetét és a szerzői jogokat jelzi, nem szolgál a cikkben szereplő információk forrásmegjelöléseként.